# 瓦龍科查湖
11°02′57″S 76°27′06″W / 11.04917°S 76.45167°W
瓦龍科查湖（Huaroncocha），是秘魯的湖泊，位於該國中部帕斯科大區，由帕斯科省的瓦伊利艾區負責管轄，處於瓦斯卡科查湖以北，長9公里、寬2.6公里，海拔高度4,587米。